# Straßenbahn İzmit
Die Straßenbahn İzmit ist das am 17. Juni 2017 eröffnete und als Akçaray vermarktete Straßenbahnsystem der türkischen Stadt İzmit.

## Geschichte
Der Betrieb bestand zum Zeitpunkt der Eröffnung aus einer normalspurigen Ost-West-Strecke mit 7,3 km Länge zwischen dem Busbahnhof (Haltestelle Otogar) im Osten und der Haltestelle SekaPark etwas westlich des Bahnhofs. Bis zum Beginn des vollen kommerziellen Betriebes am 15. Juli 2017 konnten die Fahrgäste die Straßenbahn kostenfrei nutzen. Erweiterungen erfolgten zunächst durch Streckenverlängerungen am westlichen Ende, am 11. Februar 2019 um 2,1 km bis Plajyolu und am 20. April 2023 um weitere 0,9 km bis Kuruçeşme. Am 17. März 2024 kam schließlich ein 3,0 km langer Streckenast aus dem Zentrum Richtung Norden zur Endhaltestelle Şehir Hastanesi hinzu. Das vollständig zweigleisig angelegte Streckennetz erreichte somit eine Gesamtlänge von 13,3 km. Eine Streckenverlängerung von Otogar aus in Richtung Osten zum Stadion ist (Stand April 2024) in Bau.

## Fahrzeuge
Zur Eröffnung lieferte der Hersteller Durmazlar im Jahr 2016 zwölf fünfteilige Zweirichtungs-Multigelenkwagen des Typs Panorama mit einer Wagenkastenbreite von 2,65 m und einer Länge von 33 m. 2019 folgten sechs weitere dieser Fahrzeuge.

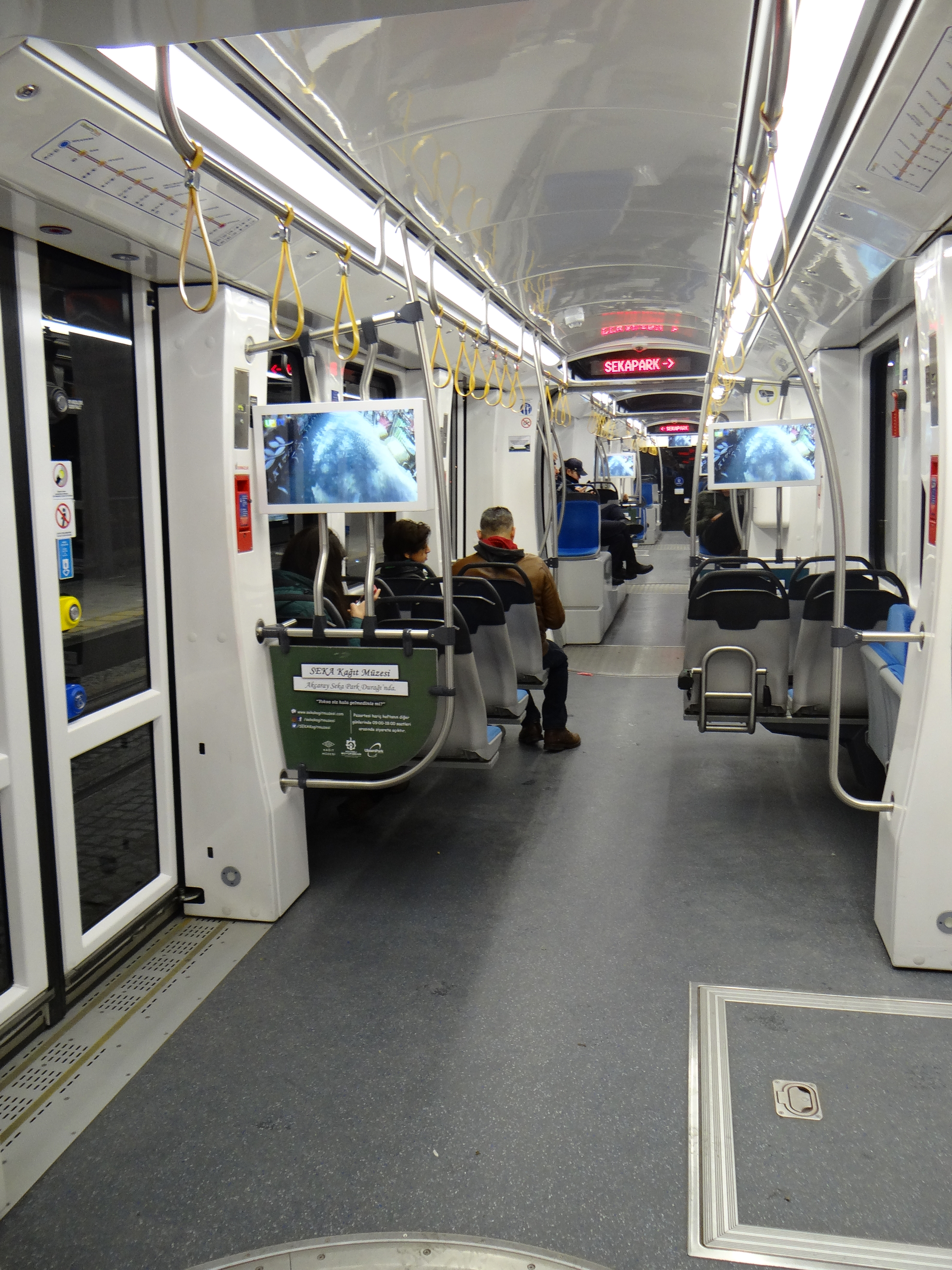
Innenraum eines Fahrzeugs des Typs Panorama

Seit 2024 werden zehn ebenfalls fünfteilige Zweirichtungswagen des Herstellers Bozankaya ausgeliefert. Im November 2024 wurden fünf weitere derartige Wagen bestellt. Sie sind 33 Meter lang, 2,65 Meter breit, haben eine Antriebsleistung von 4 × 125 kW und eine Leermasse von 43,8 t. Sie bieten 66 Sitzplätze und – bei acht Personen pro Quadratmeter – 309 Stehplätze.